# Aloe conifera
Aloe conifera es una especie de planta  perteneciente a la familia de los aloes. Se encuentra en Madagascar.

## Descripción
Aloe conifera crece de forma individual, sin tallo o formas cortas  de hasta 10 centímetros de largo. Sus 20-24 hojas largas de puntas lanceoladas  forman densas rosetas. Son de color azul-verde, teñido de rojo de 16 cm de largo y 4 a 4,5 cm de ancho. En la punta redondeada tiene dientes cortos y  punzantes, de color rojizo  de 2 a 3 milímetros de largo y  de 5 a 10 milímetros de distancia. Las inflorescencias  simples alcanzan una longitud de 50 centímetros. Raramente se forman de una a dos ramas. Las flores son de color amarillo en la parte inferior cerca de su boca en forma de campana-claviforme, de 14 milímetros de largo y redondeadas en la base.

## Distribución
Es una planta con las hojas carnosas que es endémica de Madagascar donde se encuentra en las provincias de Antananarivo y Fianarantsoa.

## Taxonomía
Aloe conifera fue descrita por Eugène Henri Perrier de la Bâthie y publicado en Mémoires de la Société Linnéenne de Normandie 1(1): 47, en el año 1926.
Etimología
Ver: Aloe
conifera: epíteto latino  que significa "con conos".